# Cantón de Condé-sur-l'Escaut
El cantón de Condé-sur-l'Escaut era una división administrativa francesa, que estaba situada en el departamento de Norte y la región de Norte-Paso de Calais.

## Composición
El cantón estaba formado por diez comunas:
- Condé-sur-l'Escaut
- Crespin
- Escautpont
- Fresnes-sur-Escaut
- Hergnies
- Odomez
- Saint-Aybert
- Thivencelle
- Vicq (Norte)
- Vieux-Condé

## Supresión del cantón de Condé-sur-l'Escaut
En aplicación del Decreto nº 2014-167 de 17 de febrero de 2014, el cantón de Condé-sur-l'Escaut fue suprimido el 22 de marzo de 2015 y sus 10 comunas pasaron a formar parte ocho del nuevo cantón de Marly y dos del nuevo cantón de Anzin.